# Condado de Tama
El condado de Tama (en inglés: Tama County, Iowa), fundado en 1843, es uno de los 99 condados del estado estadounidense de Iowa. En el año 2000 tenía una población de 18 103 habitantes con una densidad poblacional de 10 personas por km². La sede del condado es Toledo.

## Geografía
Según la Oficina del Censo, el condado tiene un área total de 1871 km² (722,4 mi²), de la cual 1868 km² (721,2 mi²) es tierra y 3 km² (1,2 mi²) es agua.

### Condados adyacentes
- Condado de Grundy noreste
- Condado de Black Hawk noreste
- Condado de Benton este
- Condado de Poweshiek sur
- Condado de Marshall oeste
- Condado de Iowa sureste

## Demografía
En el 2000 la renta per cápita promedia del condado era de $37 419, y el ingreso promedio para una familia era de $43 646. El ingreso per cápita para el condado era de $17 097. En 2000 los hombres tenían un ingreso per cápita de $30 793 contra $22 597 para las mujeres. Alrededor del 10.50% de la población estaba bajo el umbral de pobreza nacional.
| 1900   | 1910   | 1920   | 1930   | 1940   | 1950   | 1960   | 1970   | 1980   | 1990   | 2000   |
| ------ | ------ | ------ | ------ | ------ | ------ | ------ | ------ | ------ | ------ | ------ |
| 24 585 | 22 156 | 21 861 | 21 987 | 22 428 | 21 688 | 21 413 | 20 147 | 19 533 | 17 419 | 18 103 |

## Lugares

### Ciudades
- Chelsea
- Clutier
- Dysart
- Elberon
- Garwin
- Gladbrook
- Lincoln
- Montour
- Tama
- Toledo
- Traer
- Vining

### Otras Comunidades
- Buckingham
- Meskwaki Settlement

### Principales carreteras
- U.S. Highway 30
- U.S. Highway 63
- Carretera de Iowa 8
- Carretera de Iowa 21
- Carretera de Iowa 96
- Carretera de Iowa 146